# Premios Cieya
Los Premios Cieya son los reconocimientos más importantes de la música de la ciudad de Córdoba, Argentina. Son entregados por la Cámara de la Industria del Espectáculo y Afines (CIEyA) desde el año 2021.
Tienen como objetivo promover el vínculo entre actores de la industria y proyectos de todos los géneros musicales, difundir la diversidad de expresiones que enriquecen la escena cultural de la provincia y ser un trampolín para nuevos artistas. Los ganadores de las categorías revelación reciben como premio horas de grabación en estudio y rotación en radios.

## Historia
Los premios Cieya comenzaron a entregarse en 2021, bajo el contexto de la pandemia de COVID-19, momento en el cual se interrumpieron los espectáculos musicales en vivo, con el fin de fortalecer la escena musical de Córdoba.

## Categorías
Los proyectos son seleccionados por un grupo de periodistas, productores de espectáculos y profesionales de la industria discográfica. En las ternas audiovisuales, también intervienen docentes y estudiantes de la carrera Cine y TV de la Escuela de Diseño y Comunicación Audiovisual La Metro y de la carrera de Diseño Gráfico de la Universidad Blas Pascal.

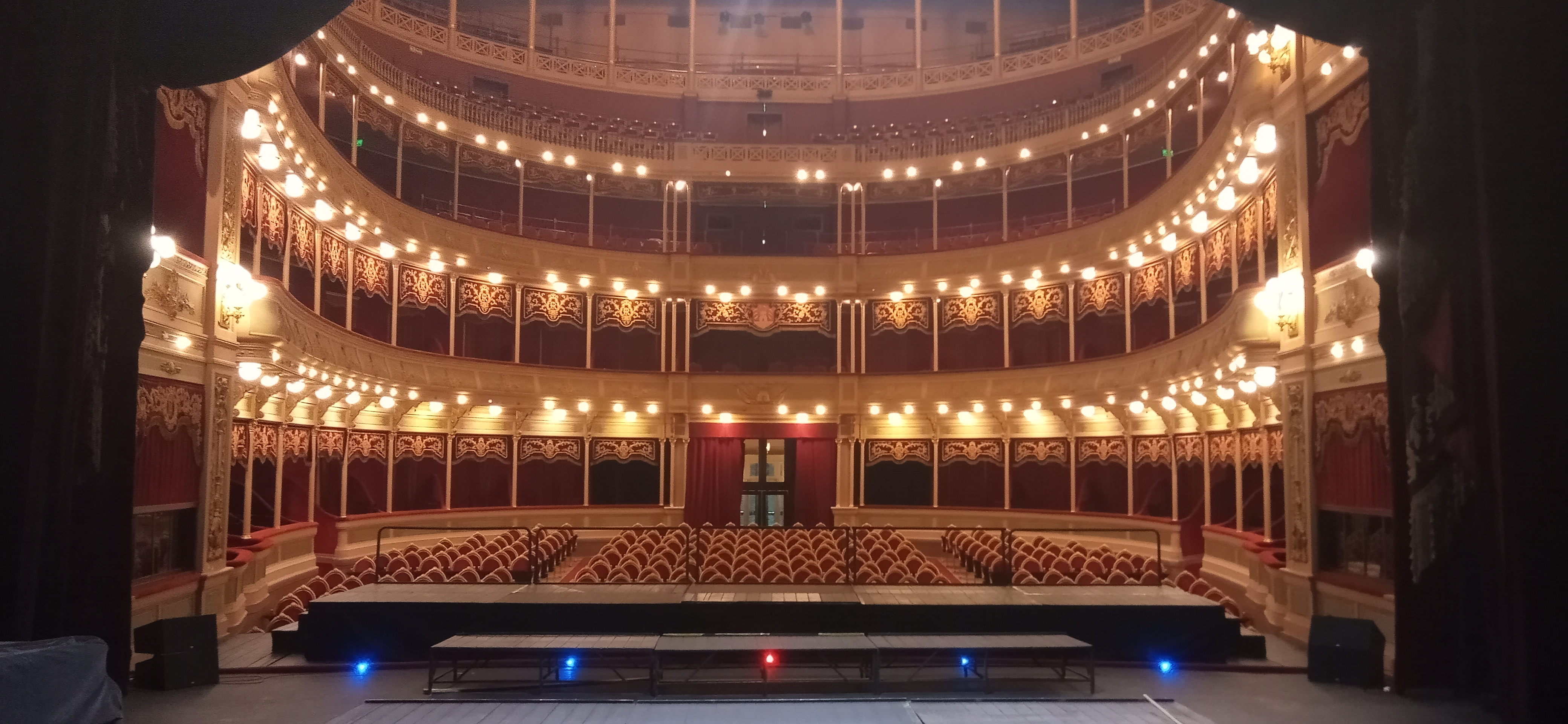
La primera ceremonia se realizó en el Teatro del Libertador General San Martín en 2021.

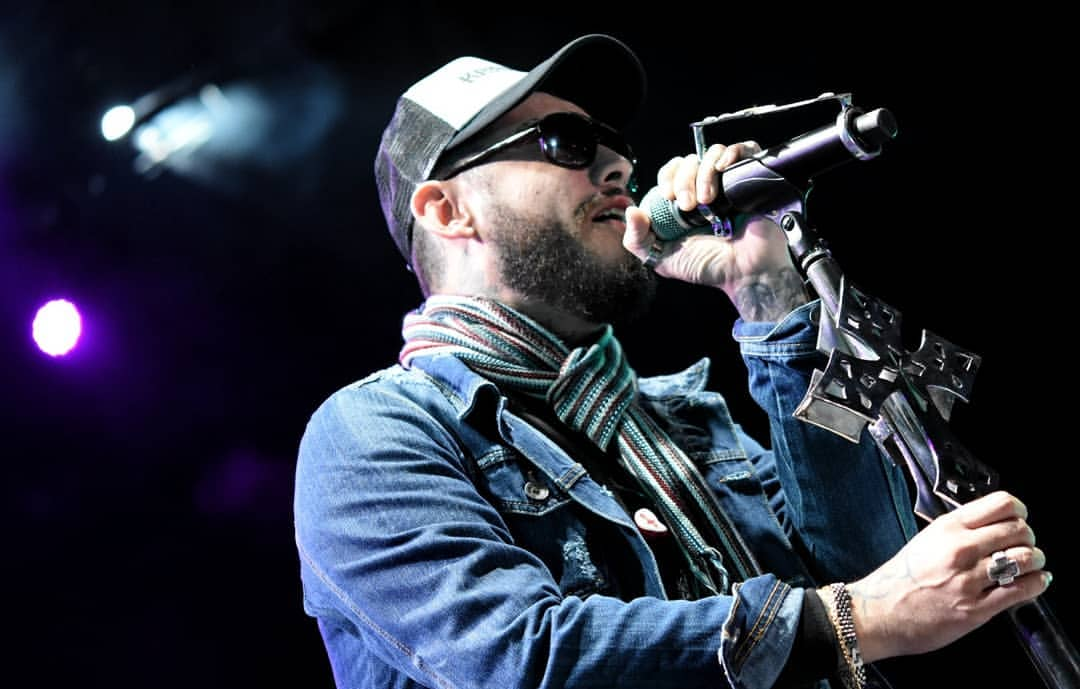
Ulises Bueno ganó en la categoría "Artista del año" en 2022.

### Generales
- Artista del año
- Banda del año
- Disco del año
- Canción del año
- Portada de álbum del año
- Videoclip del año

### Específicas
- Cuarteto: Artista o banda del año
- Cuarteto: Revelación
- Pop: Artista o banda del año
- Pop: Revelación
- Rock: Artista o banda del año
- Rock: Revelación
- Electrónica: Artista o banda del año
- Electrónica: Revelación
- Urbana: Artista o banda del año
- Tropical: Artista o banda del año
- Folklore: Artista o banda del año

## Ediciones

### Premios Cieya 2021
La ceremonia se realizó el 3 de noviembre de 2021 en el Teatro del Libertador General San Martín, con la conducción de Pía Arrigoni y Guillermo Hemmerling. Los ganadores de las categorías generales fueron los siguientes:
- Banda del año: Los Caligaris e Hipnótica
- Artista del año: Magui Olave
- Disco del año: Rayos Láser – "El reflejo"
- Canción del año: Rayos Láser – "Ya me hiciste mal"
- Videoclip del año: Rayos Láser – "Ya me hiciste mal" (dir. Matías Sinay y Augusto Sinay)
- Portada de álbum del año: Valdes – "Postal" (diseño Lucila Escalante)

### Premios Cieya 2022
La ceremonia se realizó el 20 de diciembre de 2022 en la sede de la Agencia Córdoba Cultura, con la conducción de Diego Tabachnik y Florencia Ferrero. Los ganadores de las categorías generales fueron los siguientes:
- Banda del año: La K'onga
- Artista del año: Ulises Bueno
- Disco del año: Hipnótica – "Mixto"
- Canción del año: La K'onga y Nahuel Pennisi – "Universo paralelo"
- Videoclip del año: Telescopios – "Todo de lejos" (dir. Joaquín Ferrón)
- Portada de álbum del año: Telescopios – "Todo de lejos" (diseño Leo Martín)

### Premios Cieya 2023
La ceremonia se realizó el 5 de octubre de 2023 en el Centro Cultural de la UNC, con la conducción de Florencia Aquín y Flavia Dellamagiore. Los ganadores de las categorías generales fueron los siguientes:
- Banda del año: LBC y Eugenia Quevedo y Valdes
- Artista del año: Magui Olave
- Disco del año: La K'onga – "Sin límites"
- Canción del año: Valdes – "El acto"
- Videoclip del año: Sol Invisible – "Frente a mí" (dir. Yuliana Brutti)
- Portada de álbum del año: Los Soplafortune – "Cosas lindas de la vida" (diseño Luciano Torres)

### Premios Cieya 2024
La ceremonia se realizó el 20 de noviembre de 2024 en el Teatro Comedia, con la conducción de Flavia Dellamagiore y Diego Tabachnik. Los ganadores de las categorías generales fueron los siguientes:
- Banda del año: Q' Lokura
- Artista del año: Santi Celli
- Disco del año: Santi Celli – "3D"
- Canción del año: Santi Celli y Chano – "Incomprendida"
- Videoclip del año: I Griega y Lula Bertoldi – "Nivel 8" (dir. Andrés Tamagnini)
- Portada de álbum del año: Lotus Jem – "Cocobolo" (diseño Paula Domínguez, Gonzalo Fornero, Savien y Luciano Torres)